# Kaplica Cmentarna w Przeworsku
Kaplica Cmentarna w Przeworsku (zw. Kaplicą Krzyża Świętego) – kaplica położona na Nowym Cmentarzu w Przeworsku, przy ul. Pod Rozborzem.
Kaplica wzniesiona została w 2011 jako jednonawowa budowla z cegły, bez wyodrębnionego prezbiterium. Nie nadano jej żadnego wezwania. Ponieważ wewnątrz znajduje się duży wizerunek Chrystusa Ukrzyżowanego zwana jest przez mieszkańców kaplicą Krzyża Świętego.
Obiekt znajduje się na terenie parafii Chrystusa Króla w Przeworsku (dekanat Przeworsk II). Świątynia jest jednak własnością Gminy Miejskiej Przeworsk, zarządzana przez administratora cmentarzy komunalnych. Udostępnia się ją do ceremonii pogrzebowych różnym wyznaniom i obrządkom.